# Stefano Domenico Sceriman
Stefano Domenico Sceriman (Venezia, 30 settembre 1729 – Chioggia, 12 giugno 1806) è stato un vescovo cattolico italiano.

## Biografia
Nacque a Venezia dalla ricca e influente famiglia Sceriman, facente parte della comunità armena della città lagunare.
Ancora giovanissimo, entrò a far parte dell'Ordine dei frati predicatori e fu ordinato sacerdote il 30 luglio 1752.
Fu eletto dal Senato Veneziano come vescovo di Caorle il 28 settembre 1776, nomina confermata da papa Pio VI il successivo 16 dicembre. Ricevette quindi la consacrazione episcopale il 22 dicembre dello stesso anno dalle mani del cardinale Lodovico Calini, cardinale presbitero di Santo Stefano al Monte Celio e prefetto della Congregazione per le indulgenze e le sacre reliquie. Durante il suo episcopato a Caorle, fece eseguire diversi lavori di restauro all'interno della cattedrale, ricostruendo gli altari dello Spirito Santo e di Sant'Antonio di Padova e rifornendo la chiesa di candelieri e vasi in argento e in ottone. Regolò anche, con alcune norme, il comportamento dei canonici del capitolo durante le celebrazioni, in particolare del parroco della Chiesa della Risurrezione di Ca' Cottoni. Inoltre, in qualità di vescovo di Caorle, amministrò il sacramento della Cresima al venerabile Antonio Angelo Cavanis, il 27 maggio 1780.
Il 13 dicembre 1794 il Senato lo propose come successore di Giovanni Benedetto Civran sulla cattedra di Chioggia, nomina confermata dal papa il 1º giugno 1795, e prese possesso della nuova sede vescovile il successivo 4 agosto. Nella città clodiense si spese per il mantenimento ed il rinnovo degli arredi sacri nella cattedrale e nella chiesa di San Domenico, provvedendole di confessionali e panche in legno; consacrò inoltre la chiesa di San Martino a Sottomarina e la chiesa di San Mauro a Cavarzere. Il 14 maggio 1797, all'entrata in Chioggia delle truppe napoleoniche, esortò i fedeli all'obbedienza. Anche il 20 aprile 1800, quando i chioggiotti insorsero contro i soldati austriaci, cercò di placare gli animi, ponendosi come mediatore. 
Morì a Chioggia il 12 giugno 1806, all'età di 76 anni, e i funerali furono celebrati nella chiesa di San Domenico.

## Genealogia episcopale
La genealogia episcopale è:
- Cardinale Scipione Rebiba
- Cardinale Giulio Antonio Santori
- Cardinale Girolamo Bernerio, O.P.
- Arcivescovo Galeazzo Sanvitale
- Caridnale Ludovico Ludovisi
- Cardinale Luigi Caetani
- Cardinale Ulderico Carpegna
- Cardinale Paluzzo Paluzzi Altieri degli Albertoni
- Cardinale Gaspare Carpegna
- Cardinale Fabrizio Paolucci
- Cardinale Francesco Barberini
- Cardinale Angelo Maria Querini
- Cardinale Lodovico Calini
- Vescovo Stefano Domenico Sceriman